# Прозрение (фильм, 2010)
Прозрение (исп. Los ojos de Julia — «Глаза Хулии») — испанский фильм ужасов 2010 года.

## Сюжет
Слепая женщина Сара спускается в подвал, где готовится совершить самоубийство, но в последний момент меняет своё решение. В этот момент кто-то посторонний выбивает стул у неё из-под ног.
Её сестра Хулия вместе с своим мужем Исааком находит труп Сары. Хулия начинает подозревать, что кто-то за ними следит, но Исаак не верит этому и пытается её успокоить, поскольку боится, что стресс может ускорить потерю зрения у Хулии, которая страдает от той же болезни, что и Сара. Хулия встречается с соседкой Сары и её знакомыми в госпитале для слепых, которые утверждают, что у неё был партнёр, с которым они ездили в отпуск в отель.
Вместе с Исааком они направляются в отель, где к Хулии обращается уборщик, который передаёт ей ключ, оставленный Сарой в отеле. Он также утверждает, что её преследователь мог запарковать машину неподалёку и можно найти записи на камерах наблюдения. Когда они отправляются за записями, Исаак пропадает, и кто-то крадёт записи с камер.
Хулия уверена, что тот, кто похитил записи, также похитил и Исаака. Вместе с полицией они возвращаются в дом Сары. В подвале они находят труп Исаака с предсмертной запиской, а Хулия окончательно теряет зрение.
В госпитале полиция сообщает Хулии, что в записке Исаак просит у неё прощения и говорит, что в последние месяцы у него был роман с Сарой. Доктор сообщает, что они готовы сделать ей операцию по восстановлению зрения. После операции ей нужно провести две недели с повязкой. Несмотря на несогласие врачей, она решает провести эти две недели в доме Сары, где её должен будет навещать сотрудник госпиталя Иван. После возвращения в дом, пропадает ключ, переданный уборщиком в отеле. За четыре дня до того, как она должна снять повязку, её кто-то пытается накачать наркотиками, но ей удается сбежать к соседу по имени Бласко. Она находит пропавший ключ у соседа и подозревает, что это он её преследовал. Она выбегает из его дома, звонит Ивану и просит, чтобы тот забрал её.
В то время, пока Иван готовит кровать для Хулии, она слышит голос дочери соседа Бласко Лии, которая утверждает, что Иван и есть её преследователь. Лия говорит, что на стенах висят фотографии Хулии и её сестры. Хулия запирается в ванной, где снимает повязку, чтобы убедиться в правдивости слов Лии. Когда она выходит из ванной, то находит труп Лии и фотографии на стенах. Она начинает плакать и, когда к ней подходит Иван, притворяется, что плачет из-за того, что операция не дала результата и не вернула ей зрение. Иван подводит её к морозильнику и просит открыть его. Открыв его, Хулия обнаруживает там замерзший труп настоящего Ивана. Её реакция выдает обман, и похититель вновь надевает на неё повязку.
Иван привозит Хулию обратно к дому Сары. Ей удаётся бежать к соседке, и она просит её вызвать полицию. Иван появляется в доме соседки и обращается к ней, как к маме, тем самым давая понять, что он является её пропавшим сыном Анхелем. Соседка ударяет Хулию по голове, когда она приходит в чувства, то обнаруживает себя в подвале. Ей удаётся ранить Анхеля и вызвать полицию, при этом выключив в доме свет. После появления полиции Анхель просит не смотреть на него и перерезает себе горло.

## В ролях
- Белен Руэда — Хулия
- Луис Омар — Исаак
- Франсеск Орелья — инспектор
- Пабло Дерки — Иван
- Хулия Гутьеррес Каба — Соледад

## Отзывы
Фильм получил преимущественно положительные отзывы. На сайте Rotten Tomatoes фильм имеет рейтинг 94 % на основе 34 рецензий, при рейтинге пользователей сайта 66 %. Фелим О'Нил из The Guardian дал фильму 4 звезды из 5, отметив, что, несмотря на несколько причудливых поворотов сюжета во второй части фильма, он оставляет положительные впечатления благодаря первой части. Шарлотта О'Салливан из Evening Standard похвалила фильм, а в частности, Руэду, написав: «Она фантастическая актриса, сильно зажатая, но не хрупкая. С той минуты, как она появляется на экране, мы отождествляем себя с бедственным положением Джулии».
За роль в этом фильме Белен Руэда была номинирована на премию «Гойя» в номинации за лучшую женскую роль.